# Richard Bonynge

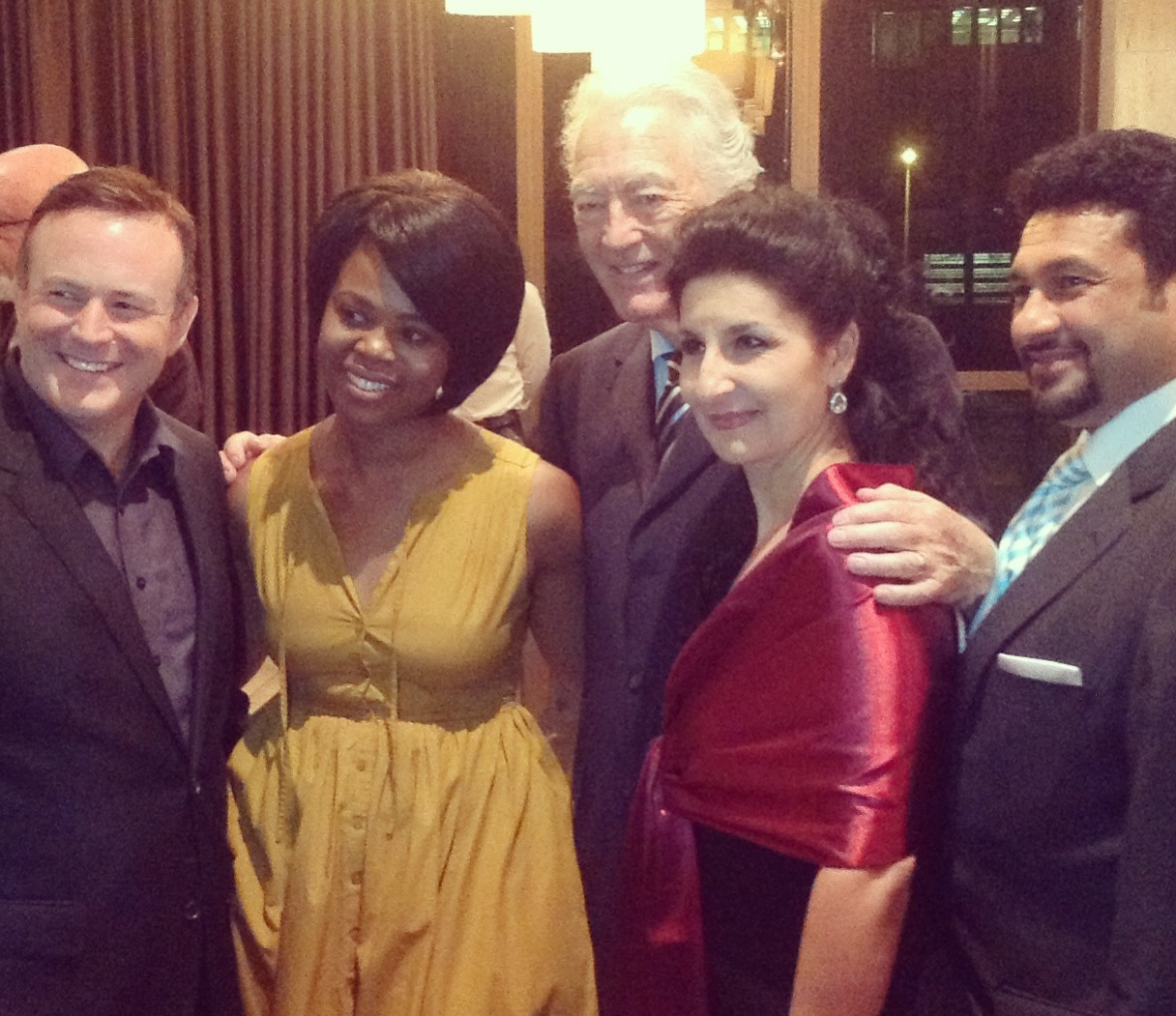
Richard Bonynge en Pretty Yende

Richard Bonynge CBE (de achternaam uitgesproken als "bonning"), (Sydney, 29 september 1930) is een Australische dirigent en pianist.
Hij kreeg les aan de Sydney Boys High School voor hij piano ging studeren aan het Royal College of Music in Londen. Hij gaf zijn muziekstudiebeurs op terwijl hij zijn privé-pianostudies voortzette, en werd zangcoach. Een van zijn leerlingen was Joan Sutherland, die hij had begeleid in Australië. Zij traden weldra in het huwelijk en werden een muziekduo, eerst (tot 1962) met recitals. Toen de dirigent voor een recital van opera-aria's ziek werd, viel Bonynge in en van die tijd af dirigeerde hij bijna alle uitvoeringen van zijn vrouw. Zijn debuut als operadirigent had plaats in 1963 in Vancouver, waar hij Faust dirigeerde. Datzelfde jaar, ook in Vancouver, dirigeerde hij voor de eerste maal Norma, met in de hoofdrollen Joan Sutherland en Marilyn Horne. Hij dirigeerde ook het English Chamber Orchestra bij veel opnames.
Bij onderzoek dat hij in de vroege jaren vijftig verrichtte en specifiek door het lezen over Jules Massenet en Italiaanse belcanto-componisten, stuitte Richard Bonynge op Massenets bewering over diens opera Esclarmonde, die Massenet zijn "beste prestatie" noemde. Dat maakte Bonynge nieuwsgierig, temeer omdat in die tijd Esclarmonde vrijwel volledig vergeten was en sinds het einde van de 19de eeuw zelden was uitgevoerd. Hij verkreeg er een zangpartituur van in Parijs, en vervolgens kocht hij de orkestpartituur op een gelegenheidsveiling in New York. Hoewel zijn vrouw er aanvankelijk sceptisch over was, werd Richard Bonynge zeer enthousiast en uiteindelijk overtuigde hij haar dat zij de rol van Esclarmonde zelf moest vertolken. En aldus hadden de premières van het werk aan de San Francisco Opera en de Metropolitan Opera plaats in respectievelijk 1974 en 1976.
In 1977 werd Bonynge het commandeurschap in de Orde van het Britse Rijk verleend voor zijn diensten voor de muziek.
Eveneens in 1977 werd hij de eerste muzikale leider van het Vancouver Opera Orchestra, waar hij Massenets Le roi de Lahore dirigeerde (waarin ook zijn vrouw zong).
Hij maakte zijn debuut bij de Metropolitan Opera op 12 december 1966, en zijn laatste uitvoering daar was op 6 april 1991. In de meeste van de uitvoeringen die hij aan de Met dirigeerde tussen 1966 en 1987 zong zijn vrouw. Tot de vroege jaren zeventig was zijn specialiteit muziek van de 18de en vroege 19de eeuw, voornamelijk in het belcanto-repertoire (Gioacchino Rossini, Vincenzo Bellini en Gaetano Donizetti). Daarna voerde hij geleidelijk aan ook opera's uit de middenperiode van Giuseppe Verdi (La traviata, Rigoletto, Il trovatore) uit, en verder Jacques Offenbach (Les contes d'Hoffmann), daarna ook Massenet (Esclarmonde en Werther).
Sinds 2007 dirigeerde hij een serie van uitvoeringen in enkele operahuizen in de Verenigde Staten (Miami, Detroit), en werd hij betrokken bij de Opera Australia (in augustus 2008 uitvoeringen van Lucia di Lammermoor, medio 2009 uitvoeringen van I Capuleti e i Montecchi in Melbourne en Sydney).

## Opnamen (Selectie)

### Opera, Operette, Oratorium
- Adam: Le Toréador (Jo, Aler, Trempont) Decca
- Auber: Le domino noir (Jo, Ford, Power) Decca
- Bellini: Norma (Sutherland, Alexander, Horne) Decca
- Bellini: Norma (Sutherland, Pavarotti, Caballé) Decca
- Bellini: La sonnambula (Sutherland, Pavarotti, Ghiaurov) Decca
- Bellini: Beatrice di Tenda (Sutherland, Pavarotti, Veasey, Opthoff) Decca
- Bellini: I puritani (Sutherland, Duvall, Capecchi, Flagello) Decca
- Bellini: I puritani (Sutherland, Pavarotti, Cappuccilli, Ghiaurov) Decca
- Cilea: Adriana Lecouvreur (Sutherland, Bergonzi, Nucci) Decca
- Delibes: Lakmé (Sutherland, Vanzo, Bacquier) Decca
- Donizetti: L’elisir d’amore (Pavarotti, Sutherland, Malas) Decca
- Donizetti: Lucia di Lammermoor (Sutherland, Pavarotti, Milnes) Decca
- Donizetti: Lucia di Lammermoor (Gruberova, Shicoff, Agache) Teldec
- Donizetti: La fille du régiment (Sutherland, Pavarotti, Malas) Decca
- Donizetti: Lucrezia Borgia (Sutherland, Aragall, Horne) Decca
- Donizetti: Maria Stuarda (Sutherland, Pavarotti, Tourangeau) Decca
- Donizetti: Anna Bolena (Sutherland, Ramey, Mentzer) Decca
- Donizetti: La favorita (Cossotto, Pavarotti, Bacquier) Decca
- Gay: The Beggar's Opera (Te Kanawa, Sutherland, Landsbury) Decca
- Gounod: Faust (Corelli, Ghiaurov, Sutherland) Decca
- Händel: Messiah (Sutherland, Krenn, Tourangeau) Decca
- Händel: Alcina (Sutherland, Berganza, Freni) Decca
- Händel: Rodelinda (Sutherland, Nafé, Ramey) Decca
- Kálmán: Die Herzogin von Chicago (Riedel, Wottrich, Groop) Decca
- Kálmán: Die Csárdásfürstin (Kenny, Roider, Erdmann) Naxos
- Lehár: The Land of Smiles (Hadley, Gustafson, Itami) Telarc
- Lehár: Paganini (Hadley, Riedel, Itami) Telarc
- Lehár: Giuditta (Hadley, Riedel, Itami) Telarc
- Leoni: L’oracolo (Sutherland, Gobbi, Van Allan) Decca
- Massenet: Esclarmonde (Sutherland, Aragall, Tourangeau) Decca
- Massenet: Le roi de Lahore (Sutherland, Lima, Milnes) Decca
- Meyerbeer: Les Huguenots (Vrenios, Arroyo, Sutherland) Decca
- Meyerbeer: Semiramide (Riedel, Adami, Janes) Naxos
- Offenbach: Les Contes d’Hoffmann (Domingo, Sutherland, Bacquier) Decca
- Paisiello: Nina (Bolgan, Bernardini, Pediconi) Nuova Era
- Puccini: Suor Angelica (Sutherland, Connell, Ludwig) Decca
- Rossini: Semiramide (Sutherland, Horne, Sege) Decca
- Rossini: Sigismondo (Ganassi, Lazzaretti) Bongiovanni
- Verdi: Rigoletto (Milnes, Pavarotti, Sutherland) Decca
- Verdi: Il trovatore (Pavarotti, Sutherland, Horne) Decca
- Verdi: La traviata (Sutherland, Pavarotti, Manuguerra) Decca
- Verdi: Ernani (Pavarotti, Sutherland, Nucci) Decca
- Verdi: I masnadieri (Bonisolli, Sutherland, Ramey) Decca
- Wallace: Lurline (Lewis, Silver, Soar) Naxos

### Ballet
- Adolphe Adam: Giselle (+ Friedrich Burgmüller: Pas des paysans), met het orkest van het Royal Opera House, Covent Garden, 1986 (Decca; 2 CDs)
- Adolphe Adam: Le Corsaire (Originale versie uit 1856 met Léo Delibes: Pas des fleurs, 1867), met het English Chamber Orchestra (Decca, 1992; CD)
- Adolphe Adam: Le diable à quatre (+ Balletmuziek en Entractes van Massenet en Gounod), London Symphony Orchestra (Decca)
- Friedrich Burgmüller: La Péri, London Symphony Orchestra (Decca, 1968; later opnieuw uitgebracht in: Fête du Ballet – A Compendium of Ballet Rarities)
- Léo Delibes: Coppélia, met het Orchestre de la Suisse Romande (Decca)
- Léo Delibes: Sylvia, met het New Philharmonia Orchestra (Decca)
- Léo Delibes/Léon Minkus: La Source (+ Riccardo Drigo: La Flûte magique), Orchestra of the Royal Opera House Covent Garden (Decca)
- Léon Minkus: La Bayadère (Complete opname; Orkestratie van John Lanchbery), English Chamber Orchestra (Decca, 1994)
- Jacques Offenbach: Le Papillon, London Symphony Orchestra, Richard Bonynge (Decca, 1973; 1995 samen met De Notenkraker nieuwe release)
- Johann Strauss jr. , Josef Bayer : Aschenbrödel (+ Ritter Pásmán und Le Beau Danube (Pasticcio, niet te verwarren met: An der schönen blauen Donau)), met het National Philharmonic Orchestra (Decca)
- Pjotr Iljitsch Tsjaikovski: De Notenkraker, National Philharmonic Orchestra (Decca)
- Pjotr Iljitsch Tsjaikovski: Het Zwanenmeer, National Philharmonic Orchestra (Decca)
- Pjotr Iljitsch Tsjaikovski: Doornroosje, National Philharmonic Orchestra (Decca)
- Homage to Pavlova (met Le Réveil de Flore van Riccardo Drigo, Ballet égyptien van Alexandre Luigini, Le Cygne van Saint-Saëns, werken van Anton Rubinstein, Boris Asafiev, Alphons Czibulka, Paul Lincke, Tsjaikofski, Catalani , Delibes), met het London Symphony Orchestra (Decca)
- The Art of the Prima Ballerina (Muziek van Minkus, Drigo, Adam, Løvenskjold, Pugni, Tsjaikofski e.a.), met het London Symphony Orchestra (Decca)
- Fête du Ballet – A Compendium of Ballet Rarities (10-delige CD-Box, met o.a. Homage to Pavlova en The Art of the Prima Ballerina en andere door Bonynge gedirigeerde Ballet-rariteiten), met het London Symphony Orchestra, het English Chamber Orchestra, het National Philharmonic Orchestra en het okrest van het Royal Opera House Covent Garden (Decca)

### Overig
- Britten: The Young Person’s Guide to the Orchestra (London Symphony Orchestra) Decca
- Tsjaikovski: Pianoconcerten (Simon Tedeschi, The Queensland Orchestra) ABC Classics